# Prionopelta punctulata
Prionopelta punctulata é uma espécie de formiga do gênero Prionopelta.